# El cor de la ciutat
El cor de la ciutat (El corazón de la ciudad) fue una telenovela española producida por TV3 donde va pasando el día a día de unas familias del barrio de San Andrés de Palomar de Barcelona y posteriormente en el de Sants. Destaca por ser la serie de duración más larga producida por el canal autonómico catalán, la cual llega a su fin la noche del 23 de diciembre de 2009 tras 1906 episodios emitidos.

## Personajes

### Familia Peris-Noguera
- Pere Peris (Pep Anton Muñoz): dueño de un antiguo bar en San Andrés de Palomar, tiene que venderlo para salvar a su hijo de la cárcel ya que sino pagan a una chantajista una cantidad importante de dinero denuncia al hijo y lo condenan. Desde esta venta ya nada es igual, ya que para él, el bar Peris fundado por su padre es toda su vida. Fruto de este hecho toda la familia Perís abandona el barrio de San Andrés de Palomar para trasladarse al barrio de Sants y empezar allí una nueva vida llena complicaciones.
- Cinta Noguera † (Margarida Minguillón): esposa de Pere Peris, cuando venden el bar está sin trabajo. Fallece en el último capítulo de la séptima temporada (el 15 de julio de 2007)
- David Peris Noguera (Aleix Rengel): hijo de la pareja Peris, se ha casado varias veces y ha tenido problemas con la justicia. Su vida siempre da giros inesperados (skin, boxeador, cocinero...). Hasta septiembre de 2005 fue interpretado por el actor Quim Gutiérrez.
- Laura Peris Noguera † (Bea Segura): hija mayor, falleció de accidente en las primeras temporadas.
- Carolina Peris Noguera: hija pequeña.
- Quim Noguera † (Pere Molina): hermano de Cinta. Ha querido toda la vida a Clara pero ella estuvo con Jordi, así que él la denunció por camello para que no le dejara y la encarcelan durante 10 años. Al salir de la cárcel inician una relación juntos que termina cuando ella descubre que fue él quien la denunció. Ha sido alcohólico pero lo superó. Falleció en un accidente en el barco del que era propietario y socio de David Perís su sobrino, el día que falleció llevaban a una pareja de extranjeros a pasar unos días en el mar y sufren un lamentable accidente donde mueren él y el señor extranjero. A raíz de eso la mujer denuncia a David por no tener el seguro en regla del barco ( acababan de empezar a hacer las excursiones) por eso la esposa pide 600.000 € y los Perís tienen que vender el bar para que su hijo no vaya a la cárcel.

### Familia Bosch-Vidal-Balaguer
- Clara Bosch (Sílvia Sabaté): se casó con Jordi de joven, con quien tuvo una hija, Núria. Estuvo 13 años en la cárcel en Costa Rica por tráfico de drogas. Su salida de la cárcel y vuelta al barrio de San Andrés de Palomar dan inicio a la serie. Se reconcilia con su hermana Carme y su hija, que ha sido educada por Carme. Se casa con Quim y adoptan a Max Carbó, pero se separa de Quim cuando descubre que fue él quien la denunció hace 13 años. Vuelve a la cárcel por matar a una excompañera de prisión que intentaba matar a Max.
- Núria Vidal Bosch (Carlota Olcina): Hija de Clara y Jordi que fue criada por su tía Carme, a quien consideraba su madre. Acaba reconciliándose con su madre biológica. Deja la serie cuando su personaje se va a vivir a Praga.
- Adrià Bosch † (Pep Torrents †): Padre de Clara y de Carme. Tuvo que vender su taller para poder traer a su hija Clara a España. Deja la serie cuando su personaje muere a causa de una enfermedad degenerativa.
- Carme Bosch (Victòria Pagès): Hermana de Clara que se casó con el exmarido de su hermana y cuidó de su hija Núria. Es médico de profesión. Tuvo una aventura con Jordi, un misterioso hombre que resultó estar casado con una compañera suya del CAP.
- Max Carbó (Bernat Quintana): Hijo adoptivo de Clara y Quim. Su juventud estuvo marcada por su confusión sexual. Una vez descubre que es homosexual es atormentado por la nueva pareja de Clara Bosch, por lo cual se va con Quim Noguera, cuando muere su padre adoptivo tiene dudas, tristeza y busca a su verdadero padre el cual descubre que es Benny, decide estudiar medicina, Max tiene una relación con Enric, pero al final se queda con Lago (hijo de una presa, amiga de Clara Bosch) y no se sabe nada más de él.
- Jordi Vidal Balaguer † (Pep Munné): Hijo de Jaume y Roser, exmarido de Clara y de Carme y padre de Núria. Después de que su primera pareja, Clara, terminase en la cárcel, sienta la cabeza casándose de nuevo con Carme. Aun así, acaban divorciándose por las continuas infidelidades de él. También mantiene una relación con Montse y con Rut, una amiga de su hija. Deja la serie cuando su personaje se suicida.
- Jaume Vidal † (Josep Clará): Padre de Jordi y marido de Roser. Muere de una ataque al corazón.
- Roser Balaguer (Carme Contreras): Madre de Jordi y esposa de Jaume. Después de la muerte de su marido se va a vivir con su hermana Pilar.
- Pilar Balaguer (Carmen Fortuny): Hermana de Roser y madre adoptiva de Ramón. Mantienen una relación estable con Santiago, con el que se va a vivir a un pueblo. Vuelve al barrio después de que este le fuera infiel.
- Esteve Montcada † (Josep Maria Domènech): Marido de Pilar. Muere en la primera temporada de la serie.
- Ramón Montcada Balaguer (Rubén Ametllé): Hijo adoptivo de Pilar. Después de tener muchas relaciones fallidas, acaba en la cárcel por darle una paliza a Nacho, un chico que había violado a su primera pareja Mari.

### Familia Miralles-Vendrell
- Paquita Miralles (Mercè Arànega): Madre de Marta. Paquita ha trabajado como modista, taxista y finalmente empieza a trabajar para la señora Regina. Cuando esta muere, su hermana gemela convence a Paquita para hacer creer que la que ha muerto es ella y así no perder todo el patrimonio de Regina. Paquita recibe un piso a su nombre que acaba convirtiendo en un hostal.
- Marta Vendrell Miralles (Mariona Ribas): Hija de Paquita. Siempre ha estado enamorada de David aunque nunca han podido mantener una relación estable. Después de que su prometido muriera y de que David se casara con Laura, se hace adicta a las pastillas. Consigue desengancharse con la ayuda de Iván, un amigo del barrio que siempre ha estado enamorado de ella. Empiezan una relación juntos pero acaban dejándolo porque ella sigue enamorada de David. Marta se va a trabajar fuera y vuelve a mantener una fugaz relación con David en París. Vuelven a romper pero Marta se queda embarazada. En el último capítulo de la serie nace el hijo de ambos.

### Familia Borràs-Crespo
- Montse Borràs Torner (Montse Guallar): Madre de Iván y Narcís, trabaja en la peluquería del barrio. Cuando la propietaria de esta muere, le deja en custodia a su hijo recién nacido, que meses más tarde es reclamado por su padre biológico. Mantiene una aventura con Jordi pero decide dejarlo cuando conoce y se enamora de Huari con el que acaba casándose. Este muere asesinado y la depresión vuelve a instalarse en su familia. Más tarde se enamora de Sàhara, hermano de Tomàs y empiezan una relación. Tomás, enamorado de Montse y viendo que no puede estar con ella empieza a violar a mujeres del barrio acabando en la cárcel. Después, Montse y Sàhara su van a vivvir juntos a Brasil. Cuando vuelven Tomàs sale de la cárcel, pero finalmente las cosas entre ellos se arreglan.
- Narcís Crespo Borràs (Ferran Carvajal): Hijo de Montse y hermano de Iván. Tiene una pequeña disminución mental, hecho por el cual su padre los abandona a él y a su hermano y a su madre. Es muy vital y bondadoso. Se enamora de Neus, una chica también con una disminución mental con la que se va a vivir. Cuando su madre se traslada a Brasil, los dos se van con ella. Cuando vuelven decide pedirle matrimonio a Neus. El último episodio de la serie es la boda entre los dos.
- Ivan Crespo Borràs (Oriol Vila): Hijo de Montse y hermano de Iván. Desde siempre ha estado enamorado de Marta, aunque nunca se ha atrevido a decirle nada porque ella estaba con su mejor amigo David del que siempre sintió celos. Tuvo un negocio de restauración a medias con David y Marta, pero provocó un incendio sin querer queriendo perjudicar a David en el que acabó muriendo Pere. Después se mete en el negocio inmobiliario, aunque empieza a tener problemas cuando unos okupas se meten en una de sus propiedades. Se enamora de una de las okupas, Eli, con la que mantiene una relación en secreto. Cuando son descubiertos y después de perder la empresa decide irse a vivir a Colombia para empezar de cero. Mientras está allí, recibe una llamada de Eli a la que contesta una nueva pareja suya. Cuando se da cuenta, coge un avión para estar con Eli, pero esta no quiere saber nada de él. Más tarde se reconcilian y se van a vivir juntos.
- Teresa Torner † (Montserrat Carulla † ): Es la madre de Montse y abuela de Iván y Narcís. Mantiene una relación con Alfons, que a causa de una embolia queda paralítico y solamente puede mover los ojos. Lo ayuda con su deseo de morir, cosa que hace que la familia de él no la perdone nunca. Siempre ha estado apoyando a su hija con todos los problemas. Finalmente muere tranquilamente mientras paseaba por el sitio favorito de Alfons: las Golondrinas de Barcelona.
- Huari † (Nacho Fresneda): Marido de Montse que murió al poco de haberse casado asesinado a cuchillazos por unos porteros de discoteca.

### Familia Esteva-Navarro
- Mari Esteva (Ariadna Planas): Mejor amiga de Laura y hermana de Toni. Se enamoró de un actor de telenovela que la dejó embarazada. Como no pudo seguir con su relación con él, decide casarse con Ramón, un chico que siempre había estado enamorado de ella pero del que ella no estaba enamorada. Se acabó separando de él para empezar una relación con Santi, pero tanto él como Laura murieron en un accidente de coche. Después de muchas idas y venidas sentimentales y después de haber recuperado la custodia de su hija que le había quitado su exmarido Ramón, decide irse a vivir a Granada con la niña ya que el chico del que estaba enamorada, Marcel,  estaba empezando a tener una relación con otra chica. Cuando vuelven empieza una relación estable con Marcel pero acaban separándose y ella se vuelve a Granada con su hija.
- Desireé Cortés Esteva (Georgina Cortina): Hija de Mari.
- Toni Esteva † (Joel Minguet): Hermano de Mari. Siempre tuvo una vida problemática, y acabó en la cárcel un par de veces. Tuvo que huir a Brasil por estar siendo perseguido por la policía. Cuando volvió se descubrió que tenía una enfermedad degenerativa. Murió siendo un héroe en el barrio después de salvar a Montse de ser violada por Tomás.
- Marcel Navarro (Miquel García Borda): ---
- La Cari † (Maria Antònia Martínez): Abuela de Mari y Marcel.

### Familia Fabra-Molins
- Vicenç Fabra (Carles Sales): ---
- Dora Molins (Maria Elías): ---
- Albert Fabra Molins (Sergio Caballero): ---
- Kristina "K" Fabra Molins (Laura Guiteras): ---

### Familia Pardo-Vilches
- Fede Pardo Amorós (Jordi Díaz)
- Blanca Vilches Prado (Irene Belza)
- Paco Pardo Barceló (Toni Sevilla),
- Cecília Amorós (Maite Gil)
- Alba Pardo (Yasmina Espelosín),
- Hana Pardo Vilches,
- Paquito Pardo Vilches

### Familia Ferrero
- Joana,
- Biel Ferrero

### Familia Martínez
- Laura Martínez (Àngels Bassas),
- Robert (Òscar Rabadán),
- Xavi (Arnau Brell)

### Familia Ripoll
- Manel Ripoll (Josep Julien),
- Victoria "Viki" Glau i Samper,
- Manu Ripoll (Jofre Borràs),
- Paula Ripoll (Marina Álvarez),
- Tomeu Ripoll Suárez.

### Familia Llorens
- Tomàs Llorens García (Lluís Soler),
- Josep "Sàhara" Llorens García (Martí Peraferrer),

### Familia Benjumea
- Juan Benjumea (Armand Aguirre),
- Paco Benjumea Ripoll (Joan Massotkleiner),
- Òscar Benjumea (Enric Rodríguez),
- Sandra Benjumea (Nausicaa Bonnín),
- Tatiana,
- Rita Martorell Llopart
- Nico (Raül Tortosa)
- Pau Bayarri (Iván Morales)

### Familia Galiana-Gutiérrez
- Gabriel Galiana (Manel Barceló),
- Loli Gutiérrez Garcés (Cati Solivellas),
- Juani Galiana Gutiérrez (Bàrbara García),
- Yessi Galiana Gutiérrez (Rocío Berenguer),
- Cristian Rodríguez (Bruno Oro),
- Eric Rodríguez Galiana

### Otros
- Sara Medina (Sílvia Aranda),
- Fidel Amorós (Àlex Casanovas),
- Maise Sendra (Montse Alcoverro),
- Lola Bonastre (Carme Abril),
- Nelson (Eduardo González),
- Gus Cerqueda (Iván Massagué),
- Mar Voladeras (Patrícia Bargalló),
- Isabeleta (Maria Molins),
- Rafa (Isaac Alcayde),
- Noèlia (Susana Bas),
- Miquel Grau (Juli Fàbregas),
- Àlex Benito Andrade (David Janer),
- Teresa Gimpera (Teresa Gimpera),
- Rut (Núria Gago),
- Iago (Marc Clotet),
- Joel (Daniel Pardo)
- Eli (Aida Oset):
- Kiko (Luis Posada):
- Caña ( Ariadna Busquets):
- Rai (Ramon Godino[1]):

## Rodaje
La serie se rodó en el Centro de Producción que Televisión de Cataluña tiene en Hospitalet de Llobregat.

## Emisión
El cor de la ciutat inició sus transmisiones en septiembre de 2000 en sustitución de la serie Laberint d'ombres. Acabó el día 23 de diciembre del 2009 con el capítulo 1.906, con un 24,3% de share, siendo líder en Cataluña. El 31 de diciembre del mismo año, realizaron un especial, que incluyó las campanadas de fin de año desde la Torre Agbar, en Barcelona, y donde colaboraron músicos como La Pegatina, la Fundación Tony Manero, Dr. Calypso, Jaume Sisa e Hidrogenesse, entre otros. Fue sustituida por la serie La Riera.